# Hypolimnas afra
Hypolimnas afra är en fjärilsart som beskrevs av Hans Fruhstorfer 1903. Hypolimnas afra ingår i släktet Hypolimnas och familjen praktfjärilar. Inga underarter finns listade i Catalogue of Life.